# 孙雅薇
孙雅薇（1987年10月17日—，常州），中华人民共和国女子田径运动员，参加100米栏。她两次在亚洲田径锦标赛的该项目上夺得金牌，在2010年的亚洲运动会上赢得铜牌。在中国，她被称为“女刘翔”，被与这位更为成功的跨栏同行相比较。她的个人最佳成绩是12.94秒，于2011年7月取得。
她生于江苏省南京，参加高中级别的田径比赛，2007年开始参加国家级赛事。在赢得2007年的100米栏全国青少年冠军后，她在世界测试赛上得第三，并在中国田径锦标赛上进步取得第二，随后在年底赢得中国城市运动会冠军。次年，她在奥林匹克测试赛上取得第三名，在中国锦标赛上再次取得跨栏亚军。 2008赛季她以在肇庆创下的个人最好成绩13.39秒收尾。
孙雅薇在2009赛季取得进步，以13.15秒赢得第一个全国冠军。她在第十一届中华人民共和国全国运动会的预赛上跑出更快的成绩（13.12秒），但在决赛中没有那么快，经验更丰富的刘静将她挤到了第二名。尽管在全国锦标赛上失利，她在洲际赛事上不败，赢得2009年亚洲田径锦标赛和东亚运动会的金牌。
2010年她首次跑入欧洲，在德国BW银行运动会上创下8.24秒的60米栏最佳成绩。在两次赢得中国田径大奖赛巡回赛后，她为自己正在就读学习兽医学的南京农业大学赢得中国大学冠军。她卫冕了全国冠军，代表本国参加了法兰西的DécaNation赛事，得第四名。她是2010年亚洲运动会跨栏项目最被看好的选手之一，但夺取金牌的是韩国选手李莲京，孙雅薇不得不满足于铜牌。 2011年的户外赛季她开端良好，以13.18秒赢得亚洲大奖赛，在7月的2011年亚洲田径锦标赛上取得提升，以13.04秒的个人最好成绩卫冕。同月她在南京1.7米/秒的风速下第一次跑进13秒，跑出了12.94秒。

## 外部連結
- 孙雅薇在World Athletics（英语）
- 孙雅薇在Olympedia（英语）
- 孙雅薇在Chinese Olympic Committee (archived)（英语）
- 2010年亚洲运动会简介 （页面存档备份，存于）